# أنطونيو فاسكيز دي اسبينوزا
أنطونيو فاسكيز دي اسبينوزا (بالإسبانية: Antonio Vázquez de Espinosa)‏ (و. 1570 – 1630 م) هو كاتب، وعالم عقيدة، ومبشر إسباني، بدأ مشواره المهني سنة 1600، توفي في إشبيلية، عن عمر يناهز 60 عاماً.